# Чепур Микита Дмитрович
Мики́та Дми́трович Че́пур (17 квітня 1906 — 9 жовтня 1982) — радянський військовик, в роки Другої світової війни — командир відділення 81-го гвардійського стрілецького полку 25-ї гвардійської стрілецької дивізії, гвардії молодший сержант. Герой Радянського Союзу (1944).

## Життєпис
Народився 17 квітня 1906 року в повітовому місті Змієві Харківської губернії Російської імперії (нині — районний центр Харківської області) в родині робітника. Українець. У 1938 році закінчив Московський інститут інженерів-механіків. Працював механіком на Харківському заводі транспортного машинобудування.
До лав РСЧА призваний Зміївським РВК 4 лютого 1943 року. Учасник німецько-радянської війни з 16 лютого того ж року. Воював на Південно-Західному, 3-му та 2-му Українських фронтах.
Особливо командир відділення 1-го стрілецького батальйону 81-го гвардійського стрілецького полку 25-ї гвардійської стрілецької дивізії 8-ї гвардійської армії 3-го Українського фронту гвардії молодший сержант М. Д. Чепур відзначився під час битви за Дніпро. 26 вересня 1943 року частини дивізії форсували річку Дніпро в районі села Військового Солонянського району Дніпропетровської області і з ходу зав'язали бої за розширення плацдарму на західному березі. Протягом наступних трьох діб гвардійці відбили близько 20 контратак супротивника. 23 жовтня 1943 року частини дивізії перейшли у наступ. Рухаючись попереду наступаючих частин, гвардії молодший сержант М. Д. Чепур влучним вогнем знищив кулеметну вогневу точку ворога разом з обслугою і до 30 солдатів супротивника.
Член ВКП(б) з 1944 року. У серпні 1944 року, під час боїв на території Молдови, отримав важке поранення обох ніг, внаслідок якого на фронт більше не повернувся. Після одужання, у 1946 році, гвардії молодший лейтенант М. Д. Чепур був звільнений у запас.
Мешкав у місті Харкові. Працював керуючим конторою «Харбурнафтогазу». Помер 9 жовтня 1982 року. Похований на харківському кладовищі № 2.

## Нагороди
Указом Президії Верховної Ради СРСР від 22 лютого 1944 року «за зразкове виконання бойових завдань командування на фронті боротьби з німецько-фашистськими загарбниками та виявлені при цьому відвагу і героїзм», гвардії молодшому сержантові Чепуру Микиті Дмитровичу присвоєне звання Героя Радянського Союзу з врученням ордена Леніна і медалі «Золота Зірка» (№ 2511).
Також нагороджений орденом Червоного Прапора (25.02.1944), медаллю «За бойові заслуги» (09.11.1943) та іншими медалями.